# GOING TO THE MOON
「GOING TO THE MOON」（ゴーイング・トゥ・ザ・ムーン）は、日本のロックバンド、TRICERATOPSが1999年5月19日 にリリースした8thシングル。 

## 内容
- 前作より3ヶ月ぶり、新作としては5ヶ月ぶりとなったシングル。
- 本曲はポカリスエットのタイアップに選ばれ大量オンエアされた。そのことから、バンドの知名度が一気にアップした。
- 初回特典：オリジナルステッカー封入

## 収録曲
1. GOING TO THE MOON (4:17)
大塚製薬「ポカリスエット」CM TUNE
2. OVER THE WALL (3:16)

全作詞・作曲：和田唱　編曲：TRICERATOPS

## 収録アルバム
- オリジナルアルバム『A FILM ABOUT THE BLUES』（1999年11月10日）
- ベストアルバム『TRICERATOPS GREATEST 1997-2001』（2003年1月22日）
- オムニバス『802 HEAVY ROTATIONS J-HITS COMPLETE 99-01』（2004年12月8日）
- オムニバス『TRIO TRIO SONGS COMPILE』（2006年4月5日）
- ベストアルバム『DON'T STOP THE NOISE! The Best Singles & B-Sides 1997-2007』（2007年7月25日）
- オムニバス『シュウカツ!!』（2008年2月20日）
- オムニバス『キミが好きだと叫びたい 〜Love & Yell〜』（2020年4月8日）